# Frigidarium
 (mars 2016).
- Si vous ne connaissez pas le sujet, laissez ce bandeau (vous pouvez alors contacter les auteurs).
- Si vous supprimez le contenu mis en cause (vous pouvez préalablement contacter les auteurs),

argumentez précisément cette suppression dans la page de discussion
(un manque de référence n'est pas un argument ; une recherche réelle de référence doit avoir été effectuée, être formellement documentée).

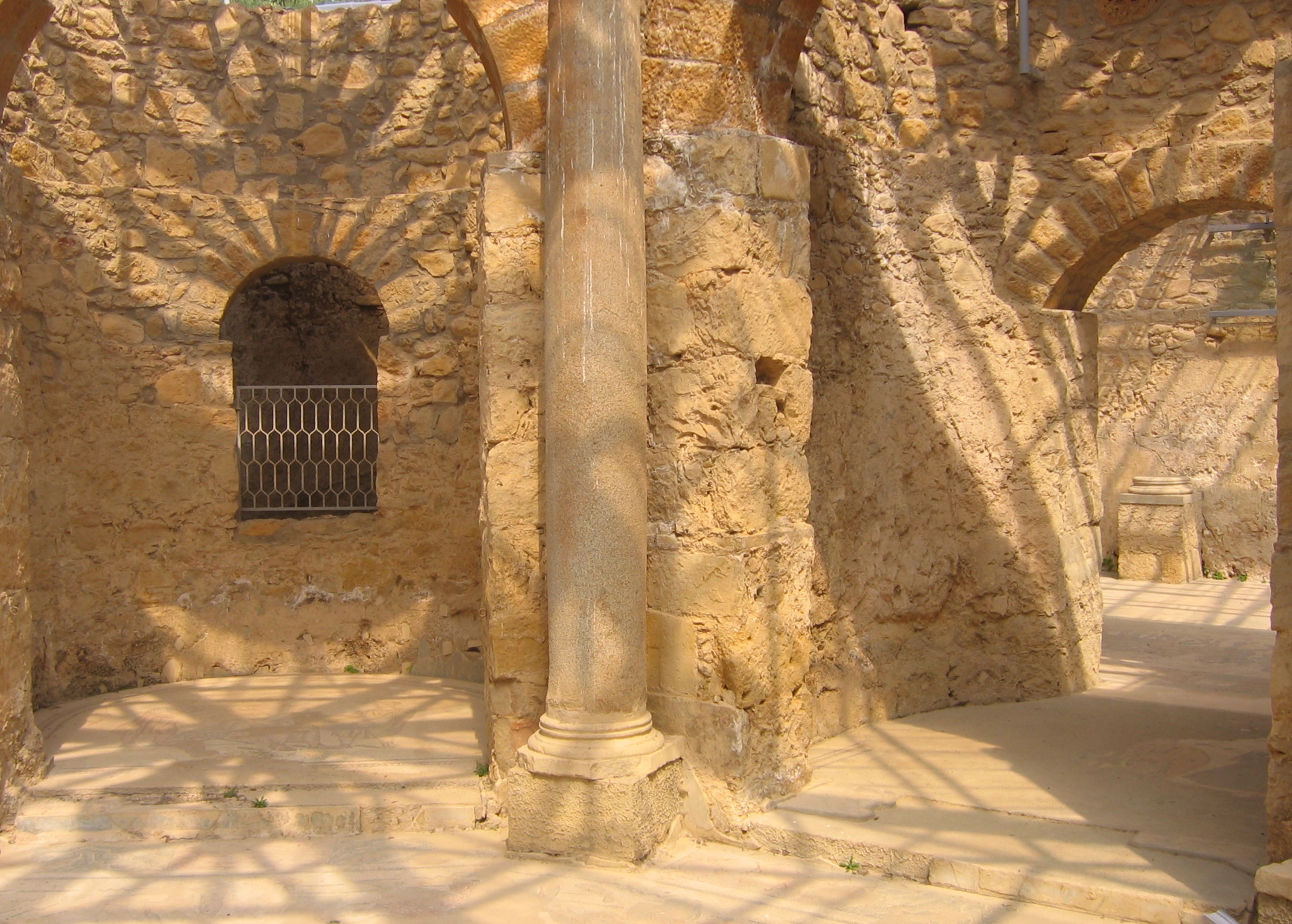
Frigidarium à la Villa del Casale, Sicile, Italie.

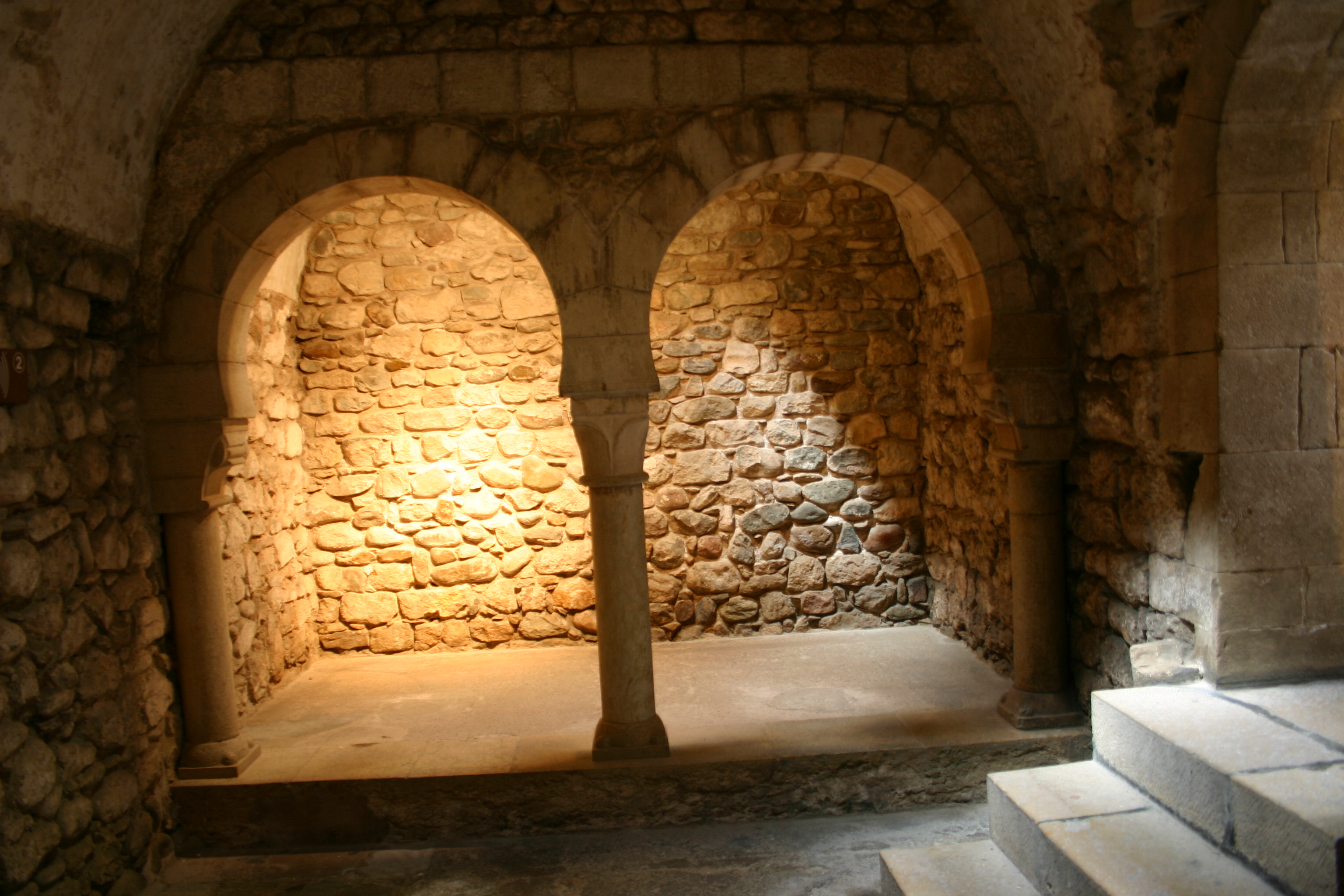
Frigidarium dans des bains arabes, XIIIe siècle, Gérone, Espagne.

Dans la Rome antique, le frigidarium (du latin frigidus, « froid ») était la partie des thermes où l'on pouvait prendre des bains d'eau froide.
Elle était la troisième salle de bains des thermes, après le tepidarium et le caldarium, qui était successivement les bains tièdes et les bains chauds.

## Présentation

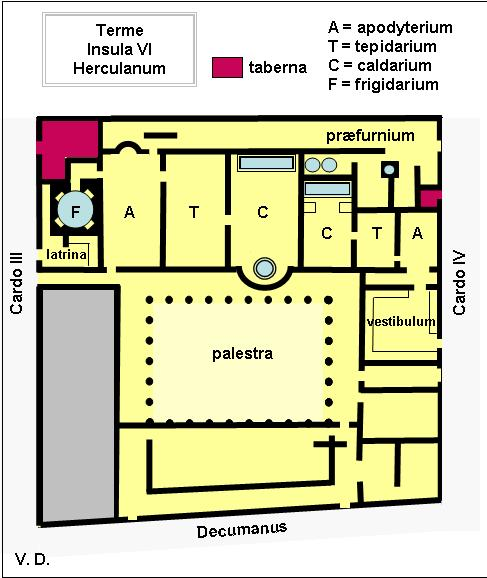
Plan des thermes d'Herculanum, avec un frigidarium de forme circulaire.

Pour lui assurer un maximum de fraîcheur, les architectes le bâtissaient en général du côté nord des thermes, avec un minimum d'ouvertures sur l'extérieur pour en assurer l’éclairement et éviter l’accumulation de la chaleur solaire.
Le frigidarium pouvait avoir une forme ronde (thermes de Stabies à Pompéi, thermes urbains d'Herculanum) ou le plus souvent rectangulaire, avec un ou plusieurs bassins d’eau fraîche.

## Frigidariacélèbres
Les plus grands frigidaria du monde romain sont ceux des thermes de Caracalla (58 m sur 24 m) et des thermes de Dioclétien à Rome. 

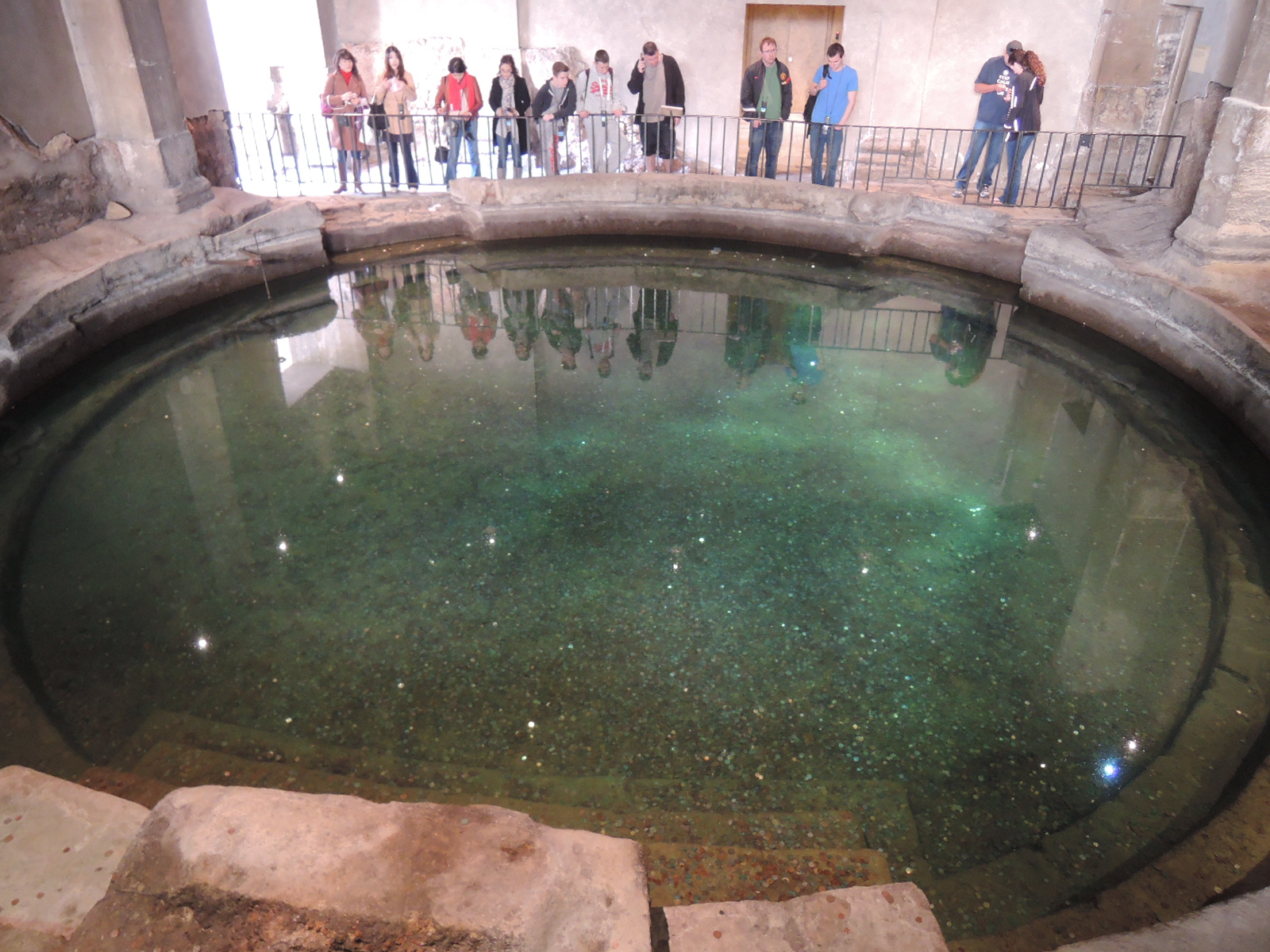
Frigidarium, Les thermes de Bath

Citons aussi les thermes de Lutèce qui font partie du musée de Cluny à Paris. Ces thermes ont été construits au Ier siècle et ont servi jusqu'à la fin du IVe siècle avec deux autres. Ce frigidarium est remarquablement conservé. Sa superficie est de 250 m2. Sa voûte, intacte, culmine à 14 m au-dessus du sol. L'épaisseur de cette voûte, à la clé, est de 65 cm. Il est éclairé par quatre baies en arcade. L'emplacement de la piscine, avec son bassin, est très net ; on observe aussi une baignoire. Des consoles sculptées, visibles en hauteur du côté Nord, représentent des bateaux. Des traces de décor peint bleu et rouge avec des effets de liserés et de bandeaux noirs ont été repérées. Le frigidarium  du musée de Cluny a été restauré en 2005-2009 par Bernard Voinchet, architecte en chef des Monuments historiques et une équipe de restaurateurs, sous la direction de Véronique Legoux. Il sert aujourd'hui de salle d'exposition temporaire, au sein d'un musée consacré à l'art du Moyen Âge, car ses vestiges ont été inclus dans un hôtel, bâti à la fin du XVe siècle, pour le compte des abbés de Cluny.